# Scream Awards
The Spike Scream Award var en filmprisuddeling dedikeret til science fiction-, fantasy og gyserfilm.
Uddelingen fandt sted hvert år i oktober fra 2006 til 2011, første gang 10. oktober 2006. Showet blev oprettet af producenterne Michael Levitt, Levitt Cindy og Casey Patterson. Vindere af Scream Awards blev fundet ved afstemning blandt seere af tv-kanalen Spike TV.

## Kategorier
- The Ultimate Scream
- Billed som den bedste genre film for det foregående år.
- Bedste Horror Movie
- Bedste Fantasy Film
- Bedste Science Fiction film
- Bedste TV Show
- Bedste Sequel
- Bedste nyindspilning
- Bedste Superhelt
- Bedste Comic-til-Screen Tilpasning
- Omdøbt til "Best Comic Book Movie", der begyndte i 2008.
- Mest mindeværdige lemlæstelse
- Bedste Villain
- Bedste Breakout Performance
- The Scene of the Year Award

## 2009 Awards
Afholdt den 17. oktober og udsendt den 27. oktober 2009.

### Vindere[2]
- The Ultimate Scream: Star Trek
- Best Horror Movie: Drag Me to Hell
- Best Science Fiction Movie: Star Trek
- Best Fantasy Film: Twilight
- Best TV Show: True Blood
- Best Horror Actress: Anna Paquin, True Blood
- Best Horror Actor: Stephen Moyer, True Blood
- Best Fantasy Actress: Kristen Stewart, Twilight
- Best Fantasy Actor: Robert Pattinson, Twilight
- Best Science Fiction Actress: Megan Fox, Transformers: Revenge of the Fallen
- Best Science Fiction Actor: Chris Pine, Star Trek
- Best Supporting Actress: Jennifer Carpenter, Dexter
- Best Supporting Actor: Ryan Reynolds, X-Men Origins: Wolverine
- Breakout Performance-Female: Isabel Lucas, Transformers: Revenge of the Fallen
- Breakout Performance-Male: Taylor Lautner, Twilight
- Best Cameo: Winona Ryder, Star Trek
- Best Ensemble: Harry Potter and the Half-Blood Prince
- Best Director: J. J. Abrams, Star Trek
- Best Foreign Movie: Let the Right One In
- Best Sequel: Transformers: Revenge of the Fallen
- Best F/X: Transformers: Revenge of the Fallen
- Scream Song of the Year: "New Divide" by Linkin Park, Transformers: Revenge of the Fallen
- Best Comic Book Artist: Steve McNiven, Wolverine: Old Man Logan
- Best Villain: Alexander Skarsgård, True Blood
- Best Superhero: Hugh Jackman as Wolverine, X-Men Origins: Wolverine
- Best Scream-Play: Drag Me to Hell
- Most Memorable Mutilation: The Pendulum Trap, Saw V
- Fight-to-the-Death Scene of the Year: Kirk v. Spock, Star Trek
- Holy Sh!t! Scene of the Year: The Death Eaters Attack London, Harry Potter and the Half-Blood Prince
- Best Comic Book: Green Lantern
- Best Comic Book Writer: Geoff Johns
- Best Comic Book Movie: Watchmen